# Viễn Chi
Viễn Chi (tên thật là Trần Xuân Viên, sinh năm 1919, mất năm 1999), là nhà hoạt động cách mạng, Thiếu tướng Công an nhân dân Việt Nam, nguyên Thứ trưởng Bộ Công an (1967-1988).

## Tiểu sử
Viễn Chi, tên thật là Trần Xuân Viên, sinh ngày 6 tháng 6 năm 1919 trong một gia đình nhà nho nghèo tại làng Từ Quán, xã Tân Thịnh, huyện Nam Trực, tỉnh Nam Định. Ông có quê quán tại xã Nam Thịnh, huyện Nam Trực, tỉnh Nam Định.
Năm 1935, 16 tuổi, ông theo cậu vào Hội An làm việc.
Năm 1937, Viễn Chi tham gia hoạt động cách mạng tại Hội An. Ông là thành viên Hội Ái Hữu, một tổ chức của Đảng Cộng sản Đông Dương.
Ngày 22 tháng 8 năm 1945, Viễn Chi gia nhập Đảng Cộng sản Đông Dương.
Ông lãnh đạo dân quân phá kho thóc của người Nhật chia cho dân nghèo, được phân công làm Ủy viên kinh tế và Tư pháp huyện Thanh Hà, tỉnh Hải Dương, sau được bầu vào Hội đồng nhân dân tỉnh Hải Dương.
Trong năm 1945, Viễn Chi bị quân Quốc dân Đảng của Tưởng Giới Thạch bắt, định giết ông để lập công và báo thù nhưng dưới sự phản đối của dân chúng họ đã không thực hiện được. Họ vu cáo ông là kẻ phản động, phản dân hại nước nhưng dân chúng không tin, sau đó buộc phải thả ông ra.
Đây là lần duy nhất ông bị bắt trong suốt quá trình nằm vùng trong lòng địch trong Chiến tranh Đông Dương. Trong năm 1945, ông được Tỉnh ủy Hải Dương cử đi học lớp chính trị do Trung ương mở tại trụ sở Hội Tam Điểm gần Ga Hàng Cỏ, Hà Nội.
Từ năm 1946 đến năm 1947, Viễn Chi là Thường vụ Huyện ủy kiêm Chủ tịch Ủy ban Hành chính huyện Kim Thành, Ủy viên Ủy ban Hành chính tỉnh Hải Dương, cán bộ tuyên huấn Tỉnh ủy Hải Dương.
Năm 1948, Viễn Chi gia nhập lực lượng công an nhân dân và giữ Quyền Trưởng ty Công an tỉnh Nam Định.
Năm 1952, ông là Phó Giám đốc Công an Liên khu 3, phụ trách Công an Tả Ngạn.
Năm 1953, ông là Vụ phó Vụ Bảo vệ Chính trị, Bộ Công an.
Năm 1954, Viễn Chi là sĩ quan trong Ủy ban Liên lạc đình chiến.
Năm 1955, Viễn Chi được Bộ trưởng Bộ Công an giao nhiệm vụ xây dựng và trực tiếp làm Trưởng phòng Phái khiển, Phòng Trinh sát đế quốc.
Năm 1956, Viễn Chi được bổ nhiệm làm Vụ phó Vụ Bảo vệ chính trị kiêm Trưởng phòng Phái khiển, Phòng Trinh sát đế quốc.
Năm 1958, ông là ủy viên Thành ủy Hà Nội, Phó Giám đốc Sở Công an Hà Nội.
Năm 1961, Phòng Phái khiển và Trinh sát đế quốc được tách ra để thành lập Cục Phái khiển. Ông được bổ nhiệm làm Cục trưởng Cục Phái khiển.
Cũng trong năm này, ông được cử đi Liên Xô công tác.
Năm 1964, ông là Cục trưởng Cục Bảo vệ Chính trị, Bộ Công an.
Từ năm 1967 đến năm 1988, ông giữ chức vụ Thứ trưởng Bộ Công an.
Tháng 3 năm 1972, Thứ trưởng Bộ Công an Viễn Chi theo đoàn cán bộ vào miền Nam giúp nhân dân Quảng Trị, Đông Hà xây dựng chính quyền địa phương, đoàn này do Phó Thủ tướng Trần Hữu Dực dẫn đầu.
Tháng 9 năm 1972, Viễn Chi được cử ra Hà Nội.
Sau khi thống nhất đất nước, ông trở lại Sài Gòn với tư cách đặc phái viên của Bộ trưởng Bộ Công an.
Năm 1976, ông là Thứ trưởng Bộ Công an. Ông có một thư ký là Nguyễn Văn Hưởng, sau này là Thượng tướng, Thứ trưởng Bộ Công an từ năm 2001 đến năm 2011.
Năm 1979, ông được điều động lên biên giới phía bắc để lãnh đạo công an bảo đảm trị an biên giới khi cuộc chiến với Trung Quốc nổ ra.
Từ năm 1979 đến năm 1988, ông là Trưởng đoàn Chuyên gia Công an Việt Nam tại Campuchia.
Năm 1981, Viễn Chi là Thứ trưởng Bộ Công an, Trưởng đoàn chuyên gia Việt Nam tại Campuchia.
Năm 1992, Viễn Chi nghỉ hưu.
Năm 1999, ông qua đời.

## Khen thưởng
- Anh hùng Lực lượng vũ trang nhân dân (truy tặng 2022)[7]
- Huân chương Độc lập hạng Nhất[2]
- Huân chương Quân công hạng Nhất[2]
- Huân chương Kháng chiến hạng Ba[2]
- Huân chương Kháng chiến chống Mỹ hạng Nhất [2]
- Huy hiệu 50 năm tuổi Đảng Cộng sản Việt Nam[2]

## Tác phẩm
- Viễn Chi, Tập thơ "Cánh chim trên những dặm đường"[3]
- Viễn Chi, Hồi ký "55 năm một chặng đường", Nhà xuất bản Hội nhà văn, 2015[3]
- Mấy vấn đề về Đấu tranh chống phản cách mạng sau ngày miền Nam hoàn toàn giải phóng, NXB CAND 1983

## Gia đình
Viễn Chi kết hôn với bà Phạm Thị Xuân, con gái đầu trong một gia đình nông dân nghèo ở thôn Từ Quán, xã Tân Thịnh, huyện Nam Trực, tỉnh Nam Định. Ông bà có năm người con,con trai cả là Trần Nguyên Chẩn sinh 1943 con thứ hai tên là Trần Nguyên Minh sinh năm 1945, con trai thứ ba tên là Trần Quốc Việt, con trai thứ tư là Trần Ngọc Thạch, sinh 1957 con trai út là Trần Quốc Khánh sinh 1958  năm 1945, Đại tá Công an về hưu.